# キャロル・パークス
キャロル・パークス（Carol Parks、1949年11月30日 - 2010年10月21日）は、カリフォルニア州パサデナ出身のミュージシャン。夫は同じく音楽仲間でギタリストのディーン・パークス。
映画『おとぎの星のこぐまたち（Care Bears Movie II: A New Generation）』（1986年）では、音楽家として夫妻で6曲を手掛けたが、キャロル・パークスが映画音楽を手掛けたのは、これが最初で最後となった。長年、携わってきた音楽家として活動を2001年に休止し、その後はイラストレーターとして活動し、作品を「ArtFest 2006」「Long Beach Arts Works On Paper 2004」などに出展している。
2010年にカリフォルニア州ヴァレーヴィレッジで亡くなった。